# Colli Lanuvini
Colli Lanuvini DOC sind italienische Weiß- und Rotweine aus der Metropolitanstadt Rom in der Region Latium, die seit 1971 eine „kontrollierte Herkunftsbezeichnung“ (Denominazione di origine controllata – DOC) besitzen, die zuletzt am 7. März 2014 aktualisiert wurde.

## Anbau
Für den Anbau und die Vinifikation sind die Gemeinden Genzano und Teile der Gemeinde Lanuvio, beide in der Metropolitanstadt Rom, zugelassen.

## Erzeugung

### Weißweine
Die Weißweine sind trocken oder lieblich ausgebaut. Es gibt auch einen Schaumwein (Spumante) und einen Wein mit dem Prädikat „Superiore“.
Rebsorten-Zusammensetzung:
- 0–70 % Malvasia Bianca di Candia und Malvasia puntinata
- mindestens 30 % Trebbiano Toscano, Trebbiano verde und Trebbiano Giallo
- 0–15 % andere weiße Rebsorten, die für den Anbau in der Region Latium zugelassen sind.

### Rotweine
Die Rotweine sind trocken oder lieblich ausgebaut. Es gibt auch Weine mit den Prädikaten „Superiore“ und „Riserva“.
Rebsorten-Zusammensetzung:
- mindestens 50 % Merlot
- mindestens 35 % Montepulciano und Sangiovese
- höchstens 15 % andere rote Rebsorten, die für den Anbau in der Region Latium zugelassen sind.

## Beschreibung
Laut Denomination (Auszug):

### Colli Lanuvini bianco
- Farbe: mehr oder weniger intensiv strohgelb
- Geruch: weinig, mild, angenehm
- Geschmack: trocken (oder lieblich), herzhaft mit harmonischem Körper, samtig
- Alkoholgehalt: mindestens 11,0 Vol.-%, für „Superiore“ 12 Vol.-%
- Säuregehalt: mind. 4,5 g/l
- Trockenextrakt: mind. 16,0 g/l

### Colli Lanuvini rosso
- Farbe: mehr oder weniger intensiv rubinrot
- Geruch: weinig, angenehm
- Geschmack: trocken (oder lieblich), herzhaft mit harmonischem Körper, samtig
- Alkoholgehalt: mindestens 11,5 Vol.-%, für „Riserva“ mind. 13 Vol.-%
- Säuregehalt: mind. 5,0 g/l
- Trockenextrakt: mind. 18,0 g/l, für „Riserva“ mind. 20 g/l